# The Common Linnets (album)

The Common Linnets er det selvbetitlede debutalbum fra det hollandske band The Common Linnets. Albummet blev udgivet den 9. maj 2014 via Universal Music Group. Førstesinglen, "Calm After the Storm", blev udgivet den 14. marts 2014.

## Spor
1. "Calm After The Storm" - 3:32
2. "Hungry Hands" - 3:52
3. "Arms Of Salvation" - 2:29
4. "Still Loving After You" - 3:54
5. "Sun Song" - 2:46
6. "Lovers & Liars" - 3:36
7. "Broken But Home" - 4:33
8. "Before Complete Surrender" - 4:43
9. "Where Do I Go With Me" - 3:36
10. "Time Has No Mercy" - 2:48
11. "Give Me A Reason" - 3:41
12. "When Love Was King" - 4:06
13. "Love Goes On" - 3:53

## Personel
- Ilse DeLange - mandolin, baggrundvokal
- Jerry Douglas - resonsguitar
- Shannon Forrest - trommer, percussion
- Larry Franklin - violen
- Paul Franklin - steel guitar
- JB Meijers - klavre, mandolin, steel guitar, guitar, bas, banjo, baggrundvokal
- Metropole Orchestra - strengearrangement
- Jimmy Nichols - klaver
- Michael Rhodes - bas
- Adam Schoenfeld - guitar
- Ilya Toshinsky - mandolin, guitar, banjo
- Bart Vergoossen - trommer, percussion

## Hitlister

### Ugentlige hitlister
| Hitliste (2014)               | Højeste placering |
| ----------------------------- | ----------------- |
| Østrig (Ö3 Austria)           | 6                 |
| Belgien (Ultratop Flanderen)  | 12                |
| Belgien (Ultratop Vallonien)  | 52                |
| Danmark (Album Top-40)        | 12                |
| Holland (Album Top 100)       | 1                 |
| Tyskland (Media Control)      | 11                |
| Irland (IRMA)                 | 45                |
| Spanien (PROMUSICAE)          | 42                |
| Schweiz (Schweizer Hitparade) | 16                |
| Storbritannien (OCC)          | 40                |

### Års-hitlister
| Hitlistee (2014)      | Placering |
| --------------------- | --------- |
| Austrian Albums Chart | 12        |